# Banco Internacional (Chile)
Banco Internacional es una institución bancaria chilena fundada en 1943 bajo el nombre de Banco Israelita de Chile. Hasta 2018 su sede central se encontraba en Moneda 810, en el centro de Santiago de Chile, esto hasta su cambio a Av. Apoquindo 6750, en el edificio de la Cámara Chilena de la Construcción. Sus cajeros automáticos se encuentran conectados a la red interbancaria Redbanc, que opera a nivel nacional con cobertura del 100% de las comunas del país.

## Historia

### Banco Israelita de Chile (1943-1981)
El Banco Israelita de Chile fue constituido oficialmente el 15 de diciembre de 1943, siendo autorizada su existencia por la Superintendencia de Bancos e Instituciones Financieras de Chile (SBIF) el 14 de enero de 1944, abriendo sus puertas al público el 17 de julio del mismo año. En 1950 el presidente del banco era Salomón Sack, su gerente era Jorge Broughton y sus directores eran León Gomberof, Isidoro Dimant, Fernando Friedmann y Florencio Bernales.
Hacia fines de los años 1960 algunos de los accionistas del banco eran distintos empresarios de origen judeochileno, como por ejemplo Manuel Litvak, Ángel Faivovich, Fernando Friedmann Seckel, Emerico Letay Altmann, Agustín Litvak Lijavetzky, Hugo Rosende Subiabre, David Stitchkin Branover, Samuel Wurgaft Feldman, Antonio de la Vega Aros, y León Dobry Folkman. Hacia 1970 el banco contaba con 5 sucursales, todas ellas en Santiago.
El gobierno de Salvador Allende anunció en 1971 la estatización de la banca, mediante la adquisición de acciones de los bancos a través de la Corporación de Fomento de la Producción (Corfo); hacia septiembre de 1973 la participación estatal en el Banco Israelita de Chile era del 95,91%. Hacia octubre de 1975 la Corfo ya había vendido la totalidad de sus acciones en el banco, retornando la propiedad a manos privadas.
En 1977 abrió su primera sucursal en el norte del país, en Antofagasta, y al año siguiente Jonás Gómez Gallo asumió la presidencia de la institución. En abril de 1979 fue uno de los primeros —junto con los bancos de Talca, del Trabajo, Español-Chile, de Concepción y de Crédito e Inversiones— en operar las tarjetas de crédito Visa para cuentas corrientes.

### Banco Internacional (1981-presente)
El 24 de julio de 1981 el Banco Israelita de Chile cambió de nombre, pasando a denominarse Banco Internacional; en aquel momento su sede central estaba ubicada en San Antonio 76 (Santiago), poseía 8 sucursales, su presidente era Prudencio Gómez Gallo y su gerente general Raúl Adriazola Grau. El 13 de enero de 1983 el banco fue intervenido por la SBIF al igual que los bancos de Chile, de Santiago, Colocadora Nacional de Valores y Concepción; en la misma ocasión fueros liquidados los bancos Hipotecario de Chile, Unido de Fomento y la Financiera Ciga. La intervención se mantuvo hasta el 6 de mayo de 1986.
Luego de ser levantada la intervención, asumió un directorio liderado por Boris Subelman (presidente), Marcos Pollak (vicepresidente), Jorge Breitling, Alberto Mois, Lázaro Ergas, Herman Schachner, Jacobo Furman Levy y Salo Wurman (directores). En 1989 el banco comenzó a enfocar su estrategia financiera en el segmento empresarial.
En 2007 un grupo de inversionistas agrupados en Inversiones del Rosario S.A., y liderados por Andrés Navarro Haeussler, adquirieron el Banco Internacional.
En 2015 la Cámara Chilena de la Construcción (CChC), a través de Inversiones La Construcción compra el 50,6% de la propiedad del banco. Posteriormente aumenta su participación hasta el 67,2%.